# Fehrbelliner Platz
Der Fehrbelliner Platz ist ein Verkehrsknotenpunkt im Berliner Ortsteil Wilmersdorf des Bezirks Charlottenburg-Wilmersdorf. Er liegt am Kreuzungspunkt des Hohenzollerndamms mit der Brandenburgischen Straße. Benannt wurde er nach der Schlacht bei Fehrbellin von 1675, in der die Truppen des Großen Kurfürsten die schwedische Invasionsstreitmacht unter ihrem Oberbefehlshaber Carl Gustav Wrangel zum Rückzug aus der Mark Brandenburg zwangen.
Nachdem 1920 durch die Bildung von Groß-Berlin die bis dahin selbstständige Stadt Wilmersdorf eingemeindet wurde, machten die gegenüber dem Berliner Zentrum vergleichsweise niedrigen Bodenpreise den verkehrsgünstig liegenden Stadtplatz für flächenintensive Verwaltungsneubauten attraktiv. Der seit 1913 bestehende U-Bahn-Anschluss wertete den Standort zusätzlich auf.

## Projektierung
Der bis in die 1920er Jahre weitgehend unbebaute Fehrbelliner Platz war als großer hufeisenförmiger Stadtplatz projektiert worden. In einiger Entfernung waren bereits einige Verwaltungsgebäude entstanden, als sich die Stadt entschloss, den Wildwuchs zwischen Villenvorort und Gründerzeitquartier einzudämmen. Vor diesem Hintergrund wurde 1934 ein Wettbewerb zur „Herstellung eines der schönsten und in seiner Einheitlichkeit vielleicht großartigsten Plätze Deutschlands“ ausgeschrieben. Sieger war Otto Firle mit seinem Halbkreisschema, das abgesehen von den Straßenüberbauungen weitgehend verwirklicht wurde. Die durch angenäherte Traufhöhen optisch in Bezug zueinander stehende Platzrandbebauung hat Ensemblecharakter und betont die Hufeisenform des Platzes, der sich nach Norden zum Preußenpark hin öffnet. Die Verwaltungsgebäude Fehrbelliner Platz 1–4 weisen typische Merkmale der Architektur im Nationalsozialismus auf.

## Bauten

### Weimarer Republik
Die Konzeption nach dem Ersten Weltkrieg sah schon eine Hufeisenform des Platzes vor, allerdings mit wesentlich größerem Radius. Aus dem vorangegangenen Jahrzehnt gab es auch noch das nie realisierte Projekt, den Bogen nach Norden (zum Preußenpark hin) durch ein repräsentatives Rathaus für das damalige Deutsch Wilmersdorf zu schließen.

Als erstes Gebäude dieses Plans entstand in der Weimarer Republik zwischen 1921 und 1923 der Hauptsitz der Reichsversicherungsanstalt für Angestellte nach Plänen von G. Reuter. Es hat einen rechteckigen Grundriss und gruppierte sich zunächst um zwei Innenhöfe, wurde später mehrfach nach Nordwesten erweitert. Das Verwaltungsgebäude wurde im Zweiten Weltkrieg kaum beschädigt. Bis heute benutzt die Deutsche Rentenversicherung die Anschrift Ruhrstraße 2. Die Seitenflügel liegen auf der Ruhrstraße und der Westfälischen Straße. Die dazwischen liegende Hauptfront bildete die nordwestliche Seite der Randbebauung des „großen Hufeisens“. Ein Neubau der BfA aus den 1970er Jahren vor der alten Hauptfront passt heute die Platzkontur dem verkleinerten Hufeisen an.

Im Jahr 1931 wurde nach Entwürfen des Architekten Emil Fahrenkamp an der Südseite des Hohenzollerndamms das Haus für den Deutschen Versicherungskonzern gebaut. Der Rundbogen zum Fehrbelliner Platz (heute: Julius-Morgenroth-Platz) zeigt noch die ursprünglich vorgesehene Größe des Platzes. Zunächst wurde dieser Bogenflügel und der Flügel an der Brienner Straße gebaut, später über Hohenzollerndamm 174–177 und Mansfelder Straße erweitert und der Block geschlossen. Ab 1935 wurde es von der Deutschen Arbeitsfront (DAF) als Schatzamt genutzt. Ein weiterer Bau für die DAF (Fehrbelliner Platz 4, von 1954 bis 2014 Rathaus Wilmersdorf) vervollständigte später wieder das Kreissegment auf dem jetzt verkleinerten Platz.
Das Wohnhaus in der Spitze zwischen Ruhrstraße und Hohenzollerndamm trat im Stadtbild auffallend hervor, weil man die Obergeschosse zu einer russisch-orthodoxen Kirche mit Zwiebeltürmen umgebaut hatte. Sie wurde von den durch die Russische Revolution vertriebenen Emigranten genutzt, die sich zum Teil noch auf große Vermögenswerte stützen konnten. 1938 wurde in unmittelbarer Nähe am Hoffmann-von-Fallersleben-Platz als Ersatz die Christi-Auferstehungs-Kathedrale errichtet.
Mit den drei genannten Bauten war bereits vor 1933 der große Bogen auf der Westseite des Platzes geschlossen worden.

### Zeit des Nationalsozialismus
Am Fehrbelliner Platz 1 wurde auf rautenförmigem Grundriss an der nordöstlichen Ecke zum Hohenzollerndamm in den Jahren 1935/1936 nach dem Entwurf des Architekten Philipp Schaefer ein Verwaltungsgebäude für die Rudolf Karstadt AG erbaut. Dessen mit Natursteinplatten verkleidete Fassade ist durch zu Vierergruppen zusammengefasste Fenster gegliedert. Dieser Komplex setzte sich ursprünglich weiter nach Osten bis an die Sächsische Straße fort, wurde aber im Zweiten Weltkrieg teilweise zerstört. Gegenwärtig nutzt das Landesverwaltungsamt Berlin den Komplex.

Ehemaliges Karstadt-Verwaltungsgebäude, Fehrbelliner Platz 1
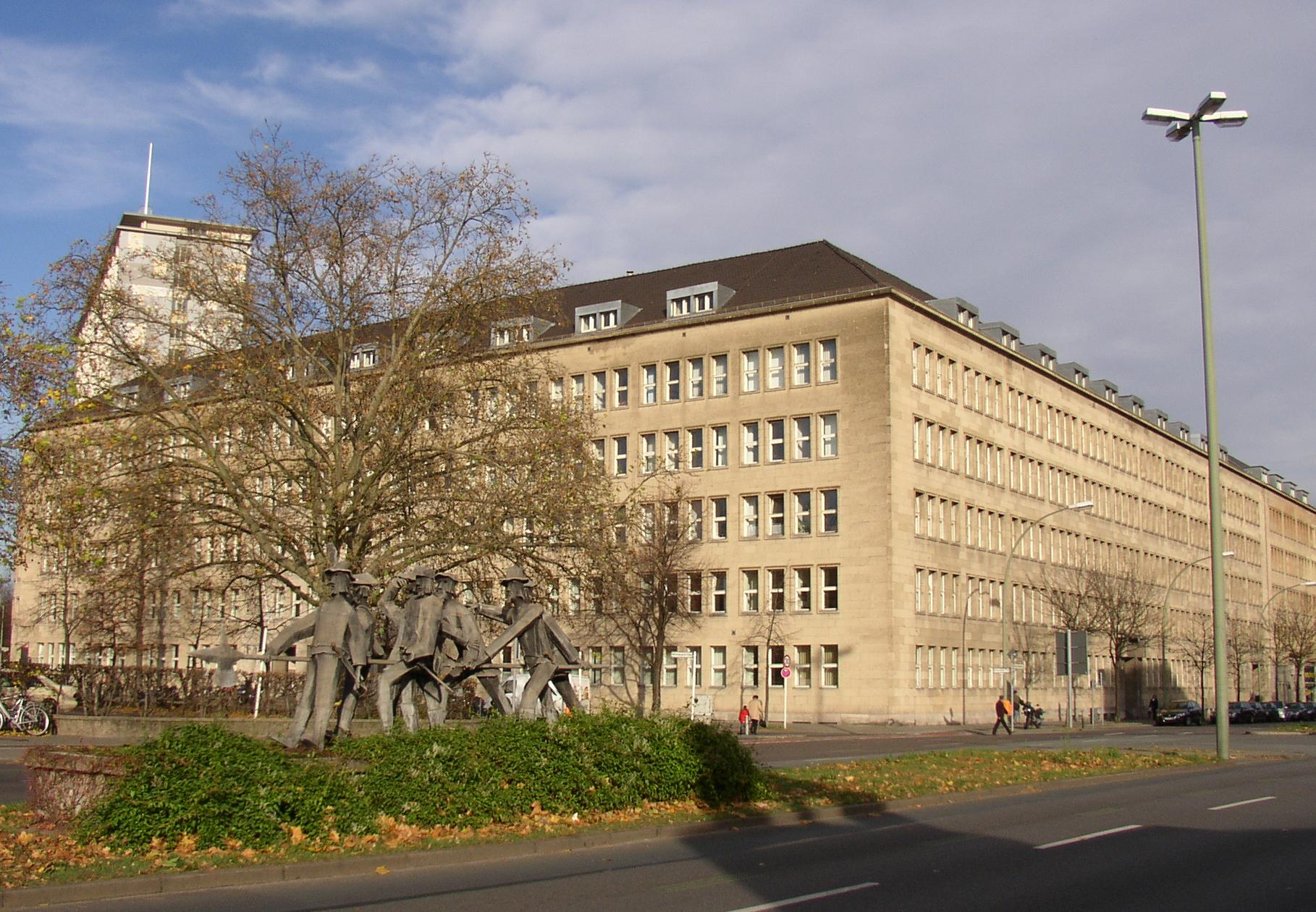
Hohenzollerndamm rechts an der Südseite
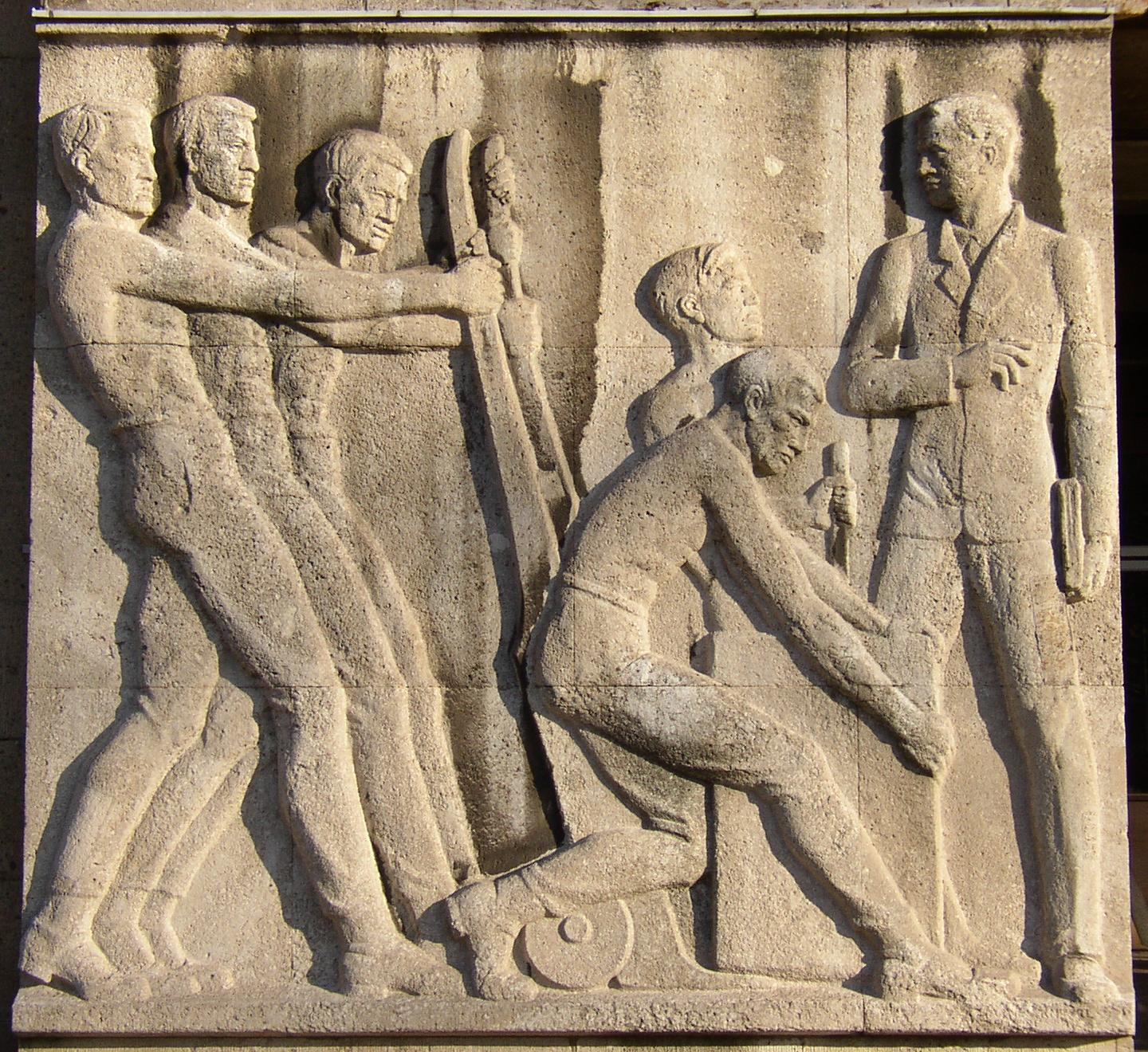
Relief links des Eingangs
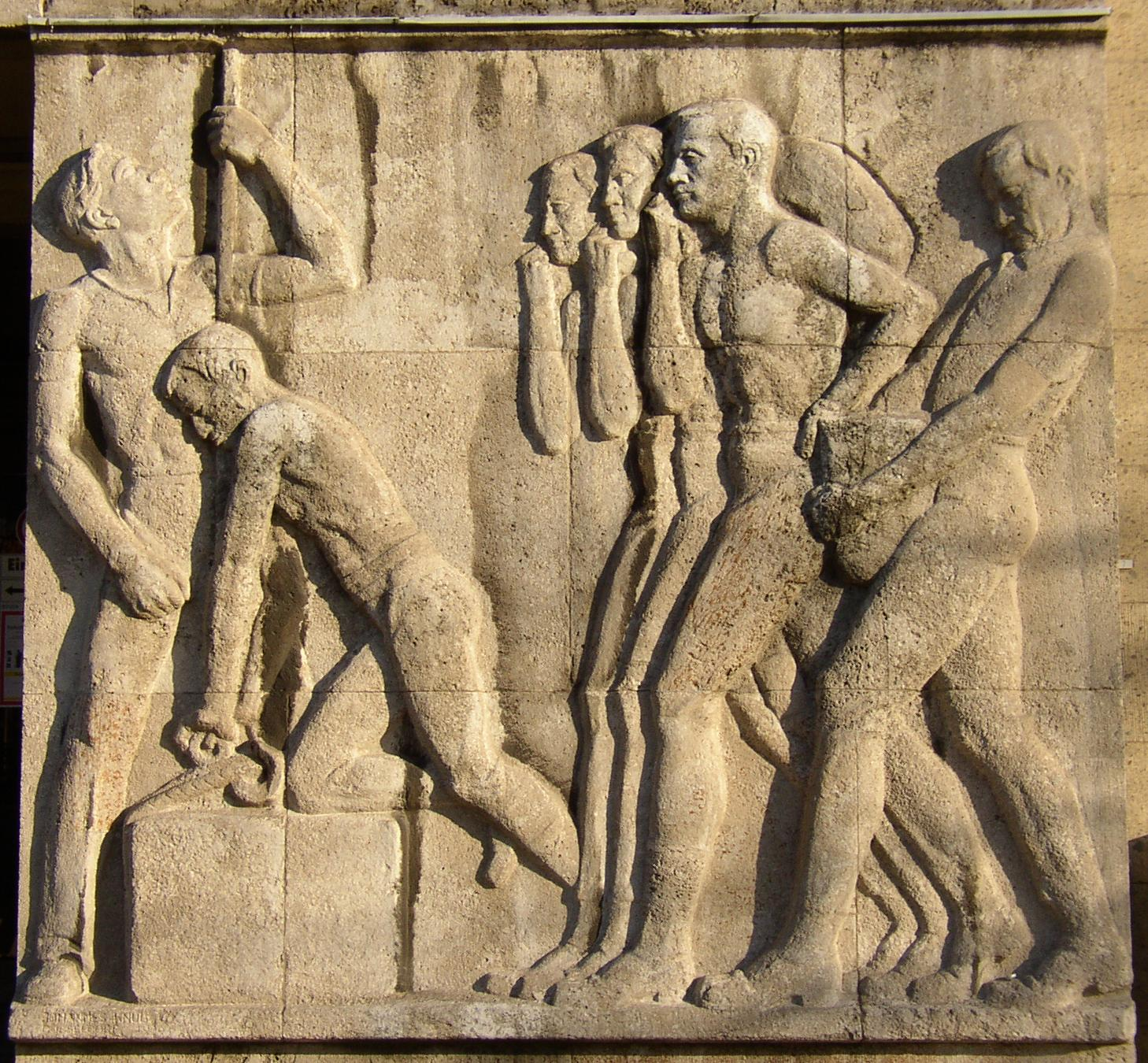
Relief rechts des Eingangs

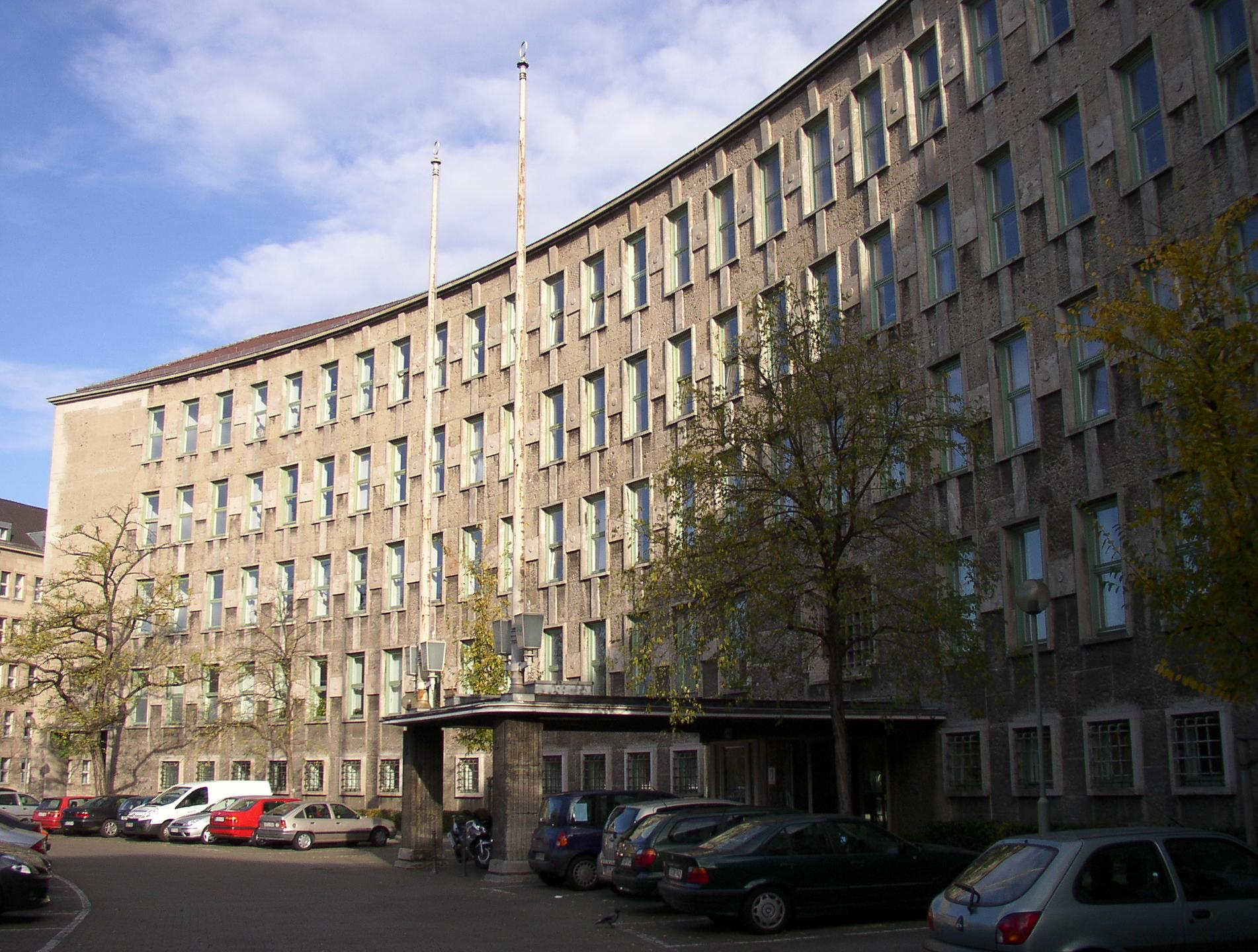
Nordstern-Versicherung am Fehrbelliner Platz 2 (von Otto Firle)

Der ehemalige Hauptsitz der Nordstern-Versicherung am Fehrbelliner Platz 2 beherbergt heute Teile der Senatsverwaltung für Stadtentwicklung und Wohnen und wurde als Südost-Segment der Randbebauung im typischen Architekturstil der NS-Zeit ausgeführt. Das Konzept für das 1934 begonnene und 1936 fertiggestellte Projekt stammt von Otto Firle. In dem T-förmigen Stahlskelettbau ist der Hauptzugang mittig angeordnet und wird durch ein weit auskragendes, auf zwei massiven Fahnenmasten ruhendes Vordach betont. Die mit Naturstein verkleidete Fassade wird zeittypisch durch hervortretende Fensterlaibungen gegliedert.

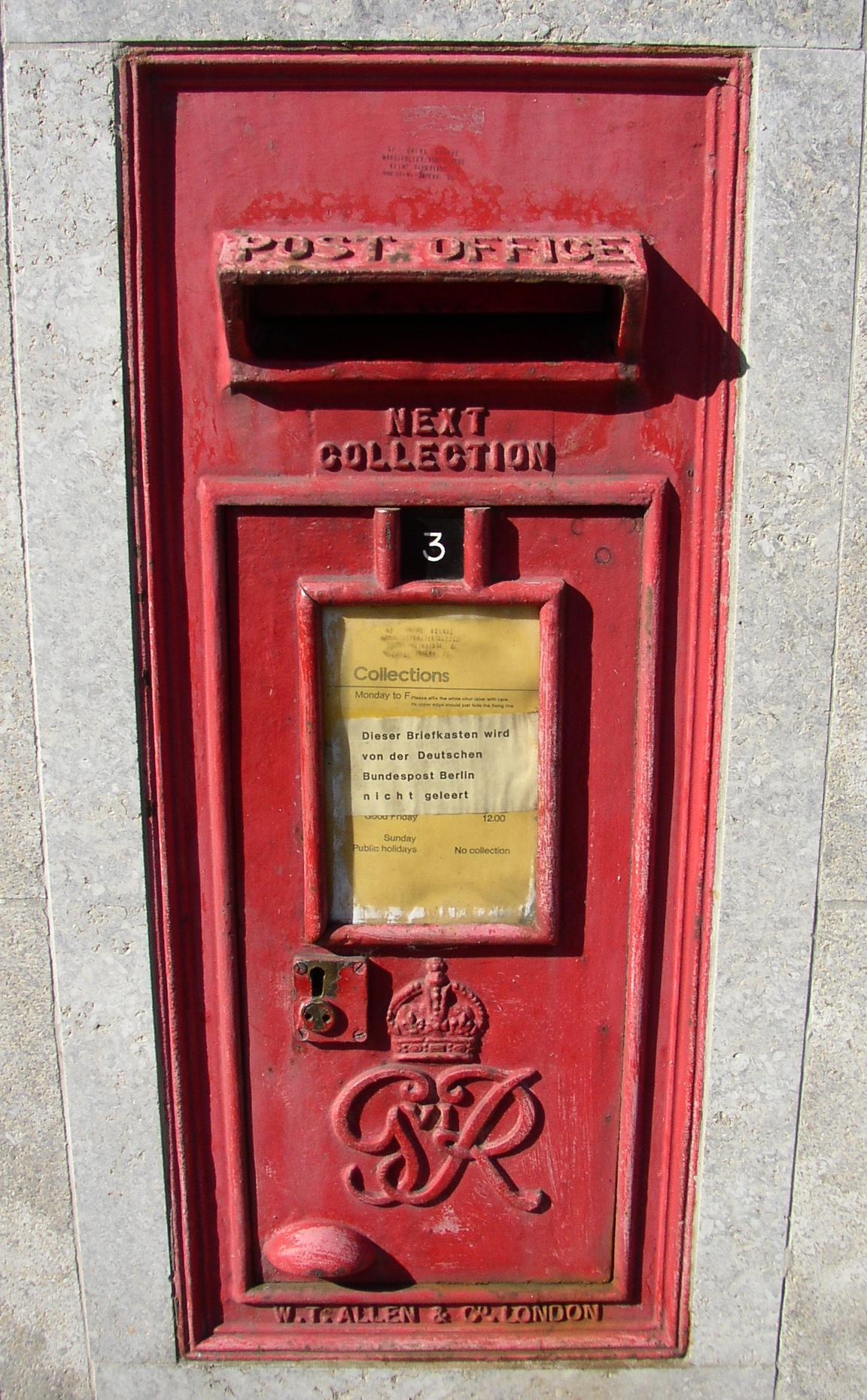
Britischer Briefkasten am ehemaligen Rathaus Wilmersdorf

An den Bau der Nordstern-Versicherung schließt sich auf der anderen Seite der Brandenburgischen Straße am Fehrbelliner Platz 3 die von Ludwig Moshamer entworfene ehemalige Reichsgetreidestelle an. Moshamer orientierte sich an den Vorgaben Firles, gliederte das Gebäude axial und setzte den Haupteingang in die Platzfront. Dafür fiel bei ihm die mit Naturstein verkleidete Schauseite mit Fensterlaibungen und Gesimsen aus Muschelkalk um einiges edler aus. Die platzabgewandten Fronten wurden dagegen lediglich verputzt. Der von 1935 bis 1938 errichtete fünfgeschossigen Bau sollte durch eine Überbauung der Brandenburgischen Straße mit der Nordstern-Versicherung verbunden werden. Heute sind hier Behörden des Bundes untergebracht.

Als letzter in der NS-Zeit fertiggestellter Bau wurde zur Erweiterung des benachbarten Sitzes der Deutschen Arbeitsfront (DAF) der Komplex Fehrbelliner Platz 4 von 1941 bis 1943 errichtet. Er war von Kriegsende bis 1953 als Lancaster House das Hauptquartier der britischen Besatzungsmacht und danach bis 2014 das Rathaus Wilmersdorf.
Den Entwurf im neuklassizistischen Stil fertigte der Architekt Helmut Remmelmann. Das konventionell gemauerte Bauwerk ist im Gegensatz zu den zeitgleich am Platz errichteten Gebäuden mit einer Putzfassade versehen. Der kreisrunde, säulengesäumte Ehrenhof orientiert sich an dem von 1919 bis 1924 erbauten Polizeipräsidium in Kopenhagen. Zusammen mit dem schon vor 1933 entstanden Nachbargebäude der DAF am Hohenzollerndamm 174 bildet er ein großes Kreissegment der verkleinerten Platzkontur. Das Gebäude soll aus Kostengründen bis Ende 2014 geräumt und unter Aufgabe der Nutzung als Rathaus an das Land Berlin übergeben werden. Die zukünftige Nutzung steht noch nicht fest.

Neben den Gebäuden mit Postanschrift Fehrbelliner Platz setzt sich die Bebauung in gleichem Stil nahtlos fort: Nördlich des Fehrbelliner Platz 5 steht an der Einmündung der Westfälischen Straße noch ein weiteres Gebäude mit zeittypischen Kolossalfiguren an der Fassade oberhalb des Eingangs, 1936–1938 vom Architekten Herbert Richter für den DAF-Versicherungsring gebaut.
Der Gesamtkomplex reicht bis an die Mansfelder, Sächsische und Pommersche Straße.

### Nach dem Zweiten Weltkrieg
Im Norden des Gebäudes Fehrbelliner Platz 1 schließt sich das 1955 nach Entwurf der Architekten Werry Roth und Richard von Schuberth fertiggestellte Hochhaus der Senatsverwaltung für Stadtentwicklung und Wohnen in der Württembergischen Straße an.
Das nach Entwurf der Architekten Jan und Rolf Rave von 1970 bis 1973 am Fehrbelliner Platz 5 für die damalige Bundesversicherungsanstalt für Angestellte errichtete und heute von der Deutschen Rentenversicherung genutzte Bürohaus wurde als sechsgeschossiger kubischer Bau in Höhe und Proportionen der vorhandenen Platzbebauung angeglichen. Die Fassade ist mit Sichtbetonecken und dazwischen liegenden Fensterbändern gegliedert. In das Erdgeschoss ist eine Einkaufspassage integriert, die seit 2012 saniert wird.
Der Eingangspavillon des in den Jahren 1968 bis 1972 nach Plänen des Architekten Rainer G. Rümmler grundlegend umgebauten U-Bahnhofs Fehrbelliner Platz bildet in Gestaltung und Farbgebung einen bewussten Kontrast zu den Verwaltungsbauten aus der Zeit des Nationalsozialismus. Neben der Funktion als Eingangshalle schließt der Bau eine Bushaltestelle, einen Kiosk sowie einen Gastronomiebetrieb ein. Auffällig ist der Uhrenturm mit Verkehrsbeobachtungsraum, dem der Komplex den Beinamen „Bohrinsel“ verdankt.
Die Gebäude Nummer 1–4 an der Westfälischen Straße sowie der U-Bahnhof stehen unter Denkmalschutz.

## Verkehrsknotenpunkt
Der Fehrbelliner Platz ist sowohl für den Straßen- als auch für den öffentlichen Nahverkehr ein wichtiger Knotenpunkt. Am U-Bahnhof Fehrbelliner Platz kreuzen sich die U-Bahn-Linien U3 (seit 1913) und U7 (seit 1971). Die letzte – den Platz tangierende – Straßenbahnlinie 3 wurde am 1. August 1964 stillgelegt.

## SkulpturengruppeDie Sieben Schwaben

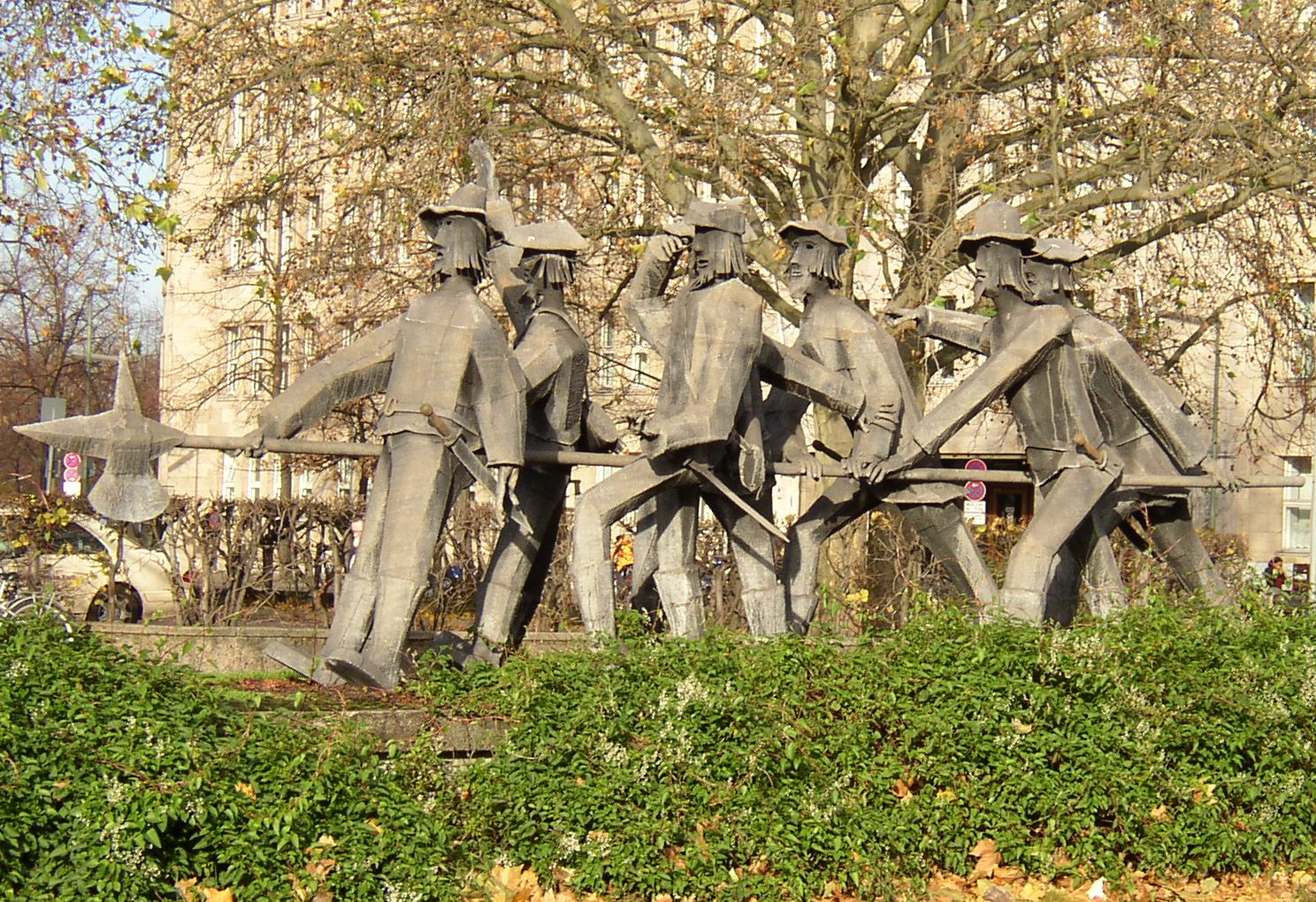
Skulpturengruppe
Die Sieben Schwaben

Zwischen den Gebäuden Fehrbelliner Platz 1 und 2 wurde 1978 auf dem Mittelstreifen des Hohenzollerndamms die aus Eisenstahlblechen geschweißte und verzinkte Skulpturengruppe Die Sieben Schwaben des Bildhauers Hans-Georg Damm aufgestellt.